# Horacio Sobarzo Díaz
Horacio Sobarzo Díaz, fue un político y escritor sonorense. Nació en Magdalena, Sonora en 1896 y murió en Hermosillo, Sonora el 19 de abril de 1963. 

## Los estudios
Estudió la escuela primaria y secundaria en el estado de Sonora. Su familia se trasladó a Hermosillo, donde estudió el bachillerato.
Estudió en la Ciudad de México, estudió la carrera de abogacía en la Escuela Nacional de Jurisprudencia (que luego se transformó en Facultad de Derecho) de la Universidad Nacional Autónoma de México, de la que se graduó en 1925. 

## La política
Ejerció su profesión como abogado, y en 1928, fue asignado como Juez de Primera Instancia en la ciudad de Nogales, Sonora. Posteriormente logró la licencia como Notario Público en Hermosillo. Después ejerció como magistrado por 8 años, en el Supremo Tribunal de Justicia del Estado de Sonora a partir de 1929.
Fue designado Oficial Mayor del Gobierno del Estado de Sonora y posteriormente Secretario General del mismo. 
Estuvo respaldando la fundación del PAN, al lado Manuel Gómez Morín y ejerciendo labores políticas para ese partido en el Estado como Jefe del Comité Regional. Asistió en Ciudad de México a la firma del Acta Constitutiva el 17 de septiembre de 1939, misma que participó como firmante. También fue miembro del Primer Consejo Nacional.
Fue designado Gobernador Interino del Estado de Sonora, del 15 de abril de 1948 al 31 de agosto de 1949, ante la licencia de separación del cargo salida del Gobernador Constitucional Abelardo L. Rodríguez, quien anteriormente ya había ejercido un interinato en la Presidencia de la República Mexicana de 1932 a 1934.
Una vez concluido su mandato, participó y presidió la "Fundación Esposos Rodríguez", hasta que falleció.

## La literatura
Su gusto por la cultura fue evidenciado desde la gubernatura al promover la educación y la cultura en el estado. 
Incursionó en la literatura en los géneros de poesía, narrativa y lexicografía. Las obras editadas son:
- Impugnación al laudo (1936)
- Crónicas biográficas (1949)
- Crónica de la aventura de Raousset - Boulbon en Sonora (Porrúa 1954)
- Vocabulario Sonorense (Porrúa 1966)[3]
- Episodios históricos sonorenses y otras páginas (Porrúa 1981)

"Vocabulario sonorense" tuvo mucha aceptación y se convirtió rápidamente en un libro de consulta popular y orgullo regional. La obra cumplió con el rigor metodológico requerido y la técnica lexicográfica en la elaboración de diccionarios, por lo que ha sido reimpreso (Gobierno del Estado de Sonora 1984, PES 2007).
Fue padre de Horacio Enrique (que falleció a temprana edad) y Alejandro Sobarzo Loaiza.